# Pescolanciano
Pescolanciano – miejscowość i gmina we Włoszech, w regionie Molise, w prowincji Isernia.
Według danych na rok 2004 gminę zamieszkiwało 1001 osób, 30,3 os./km².